# Yannick Weber
Yannick Weber (ur. 23 września 1988 w Morges) – szwajcarski hokeista, reprezentant Szwajcarii, trzykrotny olimpijczyk.

## Kariera
- SC Bern U20 (2003-2006)
- SC Langenthal (2005-2006)
- Kitchener Rangers (2006-2008)
- Hamilton Bulldogs (2008-2010)
- Montreal Canadiens (2009-2013)
  -  Servette Genewa (2012-2013)
- Vancouver Canucks (2013-2016)
- Nashville Predators (2016-2020)
- Pittsburgh Penguins (2021-)

Wychowanek SC Bern. W 2006 wyjechał do Kanady i przez dwa lata grał w juniorskich rozgrywkach OHL w ramach CHL. W międzyczasie w drafcie NHL z 2007 został wybrany przez Montreal Canadiens. Od 2008 przez cztery lata był zawodnikiem tego klubu w lidze NHL (dwa pierwsze lata grał głównie w zespole farmerskim Hamilton Bulldogs w lidze AHL). W czerwcu 2011 przedłużył kontrakt o dwa lata. Od września 2012 do stycznia 2013 tymczasowo na okres lokautu w sezonie NHL (2012/2013) związany kontraktem z rodzimym klubem, Servette Genewa. Od lipca 2013 zawodnik Vancouver Canucks, związany rocznym kontraktem. Od połowy 2016 zawodnik Nashville Predators. Przedłużał kontrakt z tym klubem w czerwcu 2017 o rok, na początku 2018 o dwa lata, na początku 2021. Pod koniec stycznia 2021 podpisał roczny kontrakt z Pittsburgh Penguins.
W barwach Szwajcarii uczestniczył w turniejach mistrzostw świata w 2009, 2014, 2016 oraz zimowych igrzysk olimpijskich 2010, 2014, 2022.

## Sukcesy
Reprezentacyjne
- Awans do Elity mistrzostw świata juniorów do lat 18: 2006

Klubowe
- Wayne Gretzky Trophy: 2008 z Kitchener Rangers
- Hamilton Spectator Trophy: 2008 z Kitchener Rangers
- Holody Trophy: 2008 z Kitchener Rangers
- J. Ross Robertson Cup - mistrzostwo OHL: 2008 z Kitchener Rangers
- Mistrzostwo dywizji AHL: 2010 z Hamilton Bulldogs
- Norman R. „Bud” Poile Trophy: 2010 z Hamilton Bulldogs

Indywidualne
- OHL 2006/2007:
  - Drugi skład gwiazd pierwszoroczniaków
- OHL 2007/2008:
  - Drugi skład gwiazd
- Mistrzostwa Świata Juniorów w Hokeju na Lodzie 2008/Elita:
  - Pierwsze miejsce w klasyfikacji strzelców wśród obrońców: 2 gole
  - Pierwsze miejsce w klasyfikacji strzelców wśród obrońców: 6 punktów
- AHL 2008/2009:
  - Mecz gwiazd AHL